# الدوقة (فلم)
الدوقة فيلم دراما أمركي بريطاني من إخراج سول ديب وقد تم عرضه سنة 2008.

## القصة
بالقرن 18، يحكي الفيلم قصة جورجينا كافنديش، معروفة لجمالها وذوقها الكبير بالموضة، في عمر الـ17 تتزوج جورجينا سبنسر من دوق ديفونشاير لتصبح الدوقـة المحبوبة من قبل عامة الشعب وسرعان ما تكتشف أن زواجها خالي من الحب ومهمتها الوحيده هي أن تجلب وريث ذكر إلى دوق ديفونشاير. تنجب فتاتين وطبعا لم يكن الدوق سعيد بذلك ،وبعد عدة سنوات من الزواج المحطم ، وعلى الرغم من خيانة زوجها الأكبر منها بكثير لها، تصبح جورجينا نجمة موضة معروفة، وداهية في السياسة، لكن بعد أن عرفت بعلاقة زوجها من صديقتها السيدة بيس فوستر، هي أيضا تبدأ علاقة غرامية مع شارلز غراي وتقع في حبه.

## طاقم التمثيل
- كيرا نايتلي بدور جورجينا كافنديش دوقة ديفونشاير.
- رالف فاينس بدور ويليام كافنديش الدوق الخامس لديفونشير.
- هايلي أتويل بدور السيدة إليزابيث فوستر الملقبة ب«بيس».
- دومينيك كوبر بدور تشارلز غراي.

## ردود النقاد
حاز الفيلم على إعجاب النقاد، حيث حصل في موقع موقع الطماطم الفاسدة على تقييم 61 بالمئة بناء على 163 مراجعةوفي موقع ميتاكريتيك حصل الموقع على تقييم 62 بالمئة بناء على رأي 32 ناقدا.

## روابط خارجية
- مقالات تستعمل روابط فنية بلا صلة مع ويكي بيانات